# Doppelbesteuerungsabkommen
Ein Doppelbesteuerungsabkommen (DBA) – korrekte Bezeichnung: Abkommen zur Vermeidung der Doppelbesteuerung – ist ein völkerrechtlicher Vertrag zwischen Staaten, in dem geregelt wird, in welchem Umfang das Besteuerungsrecht einem Staat für die in einem der beiden Vertragsstaaten erzielten Einkünfte oder für das in einem der beiden Vertragsstaaten belegene Vermögen zusteht. Ein DBA soll vermeiden, dass bei natürlichen oder juristischen Personen, die Einkünfte im Ausland erzielen, diese ausländischen Einkünfte sowohl vom Ansässigkeitsstaat (Wohnsitz- oder Sitzstaat) als auch vom Quellenstaat (Staat, in dem die Einkünfte erzielt werden) besteuert werden (Vermeidung der Doppelbesteuerung). Sonderabkommen bestehen zu Einkünften und Vermögen von Schifffahrt- und Luftfahrtunternehmen.
Es bestehen darüber hinaus Abkommen auf dem Gebiet der Amtshilfe und des Auskunftsaustauschs, die aktuell im Zuge der Diskussion über Steueroasen, Steuervermeidung und Steuerhinterziehung in den politischen Fokus gelangten. In diesen Abkommen sind die Grundlagen und der Umfang zwischenstaatlichen Informationsaustausches zu Zwecken der Besteuerung geregelt. Außerhalb des Ertragssteuerrechts bestehen zudem Abkommen auf dem Gebiet der Erbschaft- und Schenkungsteuern sowie Abkommen auf dem Gebiet der Kraftfahrzeugsteuer.
In bestimmten Fällen kommt es zu sogenannten weißen Einkünften, weil die in den Doppelbesteuerungsabkommen verwendeten Begriffe nach dem jeweiligen nationalen Verständnis ausgelegt werden und die betroffenen Rechtsordnungen nicht harmonisiert sind. In diesen Fällen unterbleibt die Besteuerung – regelmäßig gegen den gesetzgeberischen Willen – in beiden Staaten. In neueren Abkommen werden weiße Einkünfte vermehrt durch sog. Rückfallklauseln vermieden, wonach eine subsidiäre Besteuerung durch den Ansässigkeitsstaat erfolgt (vgl. Subject-to-tax-Klausel).
Besteht kein Doppelbesteuerungsabkommen zwischen den betroffenen Staaten, so richtet sich eine Vermeidung von Doppelbesteuerung nach den hierfür vorgesehenen Regelungen des jeweiligen innerstaatlichen Rechts. Innerhalb der Europäischen Union werden die Doppelbesteuerungsabkommen durch das vorrangige EU-Recht, insbesondere das primäre EU-Recht, die Regelungen des EU-Vertrages und hier insbesondere durch die Grundfreiheiten überlagert.

## Prinzipien
In der Praxis des internationalen Steuerrechts, d. h. der Besteuerung von grenzüberschreitenden Sachverhalten durch die souveränen Einzelstaaten, werden im Regelfall die folgenden Prinzipien zugrunde gelegt, die dann auch Anknüpfungspunkte der Abkommenspolitik sind:
- Wohnsitzlandprinzip: Eine Person ist in dem Staat steuerpflichtig, in dem sie ihren Wohnsitz oder ihren gewöhnlichen Aufenthalt hat. Bei juristischen Person tritt der Ort der geschäftlichen Oberleitung an die Stelle des Wohnsitzes.
- Quellenlandprinzip: Eine Person ist in dem Staat steuerpflichtig, aus dem ihr Einkommen stammt.
- Welteinkommensprinzip: Der Steuerpflichtige wird im Wohnsitzstaat mit seinem Welteinkommen besteuert.
- Territorialitätsprinzip: Der Steuerpflichtige wird im Quellenstaat nur mit dem Einkommen veranlagt, das er auf dem Territorium des betreffenden Staates erwirtschaftet hat.

## Musterabkommen
Experten der OECD erarbeiten in unregelmäßigen Abständen Musterabkommen (OECD-MA). Die letzte Überarbeitung wurde im November 2017 beschlossen und am 18. Dezember 2017 veröffentlicht. Der zum Musterabkommen veröffentlichte Kommentar kann teilweise zur Auslegung von tatsächlich abgeschlossenen Abkommen herangezogen werden. Als Muster für die Verhandlungen von Doppelbesteuerungsabkommen zwischen Industrie- und Entwicklungsländern gibt es das von den Vereinten Nationen entwickelte Musterabkommen. Das Bundesfinanzministerium hat eine eigene Verhandlungsgrundlage für Doppelbesteuerungsabkommen im Bereich der Steuern vom Einkommen und Vermögen veröffentlicht.
Die Vereinigten Staaten von Amerika haben zudem ein eigenes Musterabkommen.
Die Mitgliedstaaten der Europäischen Union verwenden bei Neuverhandlungen in der Regel das Musterabkommen der OECD.

## Situation in Deutschland

### Grundstruktur
Für unbeschränkt steuerpflichtige natürliche Personen, d. h. solche mit Wohnsitz oder gewöhnlichem Aufenthalt im Inland (§ 1 Abs. 1 EStG), gilt im deutschen Einkommensteuerrecht grundsätzlich das Wohnsitzlandprinzip und das Welteinkommensprinzip. Das bedeutet zunächst, dass das gesamte irgendwo auf der Welt erzielte Einkommen einer natürlichen Person, die ihren Wohnsitz oder gewöhnlichen Aufenthalt in Deutschland hat, in Deutschland steuerbar ist.
Für natürliche Personen, die im Inland weder einen Wohnsitz noch ihren gewöhnlichen Aufenthalt haben (§ 1 Abs. 4 EStG), gilt im deutschen Einkommensteuerrecht grundsätzlich das Quellenlandprinzip und das Territorialitätsprinzip.
Ein in Deutschland unbeschränkt Steuerpflichtiger ist demzufolge mit seinen Einkünften aus ausländischen Quellen in Deutschland steuerpflichtig. So unterliegen z. B. die Zinsen aus einer Kapitalanlage im Ausland auch in Deutschland grundsätzlich der Besteuerung. Unterwirft jedoch auch der ausländische Staat diese Zinsen der Besteuerung, ist es die Aufgabe eines Doppelbesteuerungsabkommens, eine Doppelbesteuerung zu vermeiden oder zu vermindern.
Hierzu werden zwei Standardmethoden angewandt:
- Freistellungsmethode (u. U. unter Einbezug des Progressionsvorbehaltes); in diesem Fall werden die ausländischen Einkünfte von der inländischen Besteuerung ausgenommen
- Anrechnungsmethode; in diesem Fall werden die Einkünfte zwar in beiden Staaten besteuert, der Wohnsitzstaat rechnet jedoch die im Ausland hierauf erhobene Steuer auf seine Steuer an, d. h. vermindert seine Steuerlast um die bereits im Ausland erhobene Steuer.

Bei der Freistellungsmethode bleibt es somit beim Besteuerungsniveau des anderen Vertragsstaates, bei der Anrechnungsmethode wird (in der Summe) das höhere Steuerbelastungsniveau hergestellt.
Zwei weitere Methoden, die als Unterfälle der Anrechnungsmethode anzusehen sind, sorgen lediglich für eine Verminderung der Doppelbesteuerung:
- Pauschalisierungsmethode
- Abzugsmethode, vgl. auch § 34c Abs. 2 und 3 EStG.

Zudem besteht die Möglichkeit des Erlasses der Steuer auf Einkünfte, die bereits im Quellenstaat besteuert worden sind, durch den Wohnsitzstaat (vgl. § 34c Abs. 5 EStG).

### Verhältnis zum nationalen Recht / Treaty override
Nach § 2 AO genießen völkerrechtliche Verträge Vorrang vor nationalen Steuergesetzen, wenn die Verträge durch Transformations- oder Zustimmungsgesetz (vgl. Art. 59 Abs. 2 GG) innerstaatliches Recht geworden sind. Gleichwohl versucht der Gesetzgeber, durch spezielle nationale Vorschriften bestimmte Rechtsfolgen der Doppelbesteuerungsabkommen auszuschließen. Dieser gesetzliche Ausschluss der Doppelbesteuerungsabkommen wird als Treaty override bezeichnet (zu deutsch etwa: „Vertragsaußerkraftsetzung“). Das Bundesverfassungsgericht bejaht grundsätzlich die Vereinbarkeit eines Treaty override mit dem Grundgesetz.
Beispiele für ein Treaty override sind:
- § 50d Abs. 10 EStG: Die Vorschrift soll unter anderem verhindern, dass Zinsen, die Gesellschafter von ihrer Personengesellschaft erhalten und nach nationalem Recht keine Kapitaleinkünfte, sondern Einkünfte aus Gewerbebetrieb darstellen, nach DBA als Zinsen behandelt werden. Hintergrund ist, dass viele DBA kein oder nur ein reduziertes Besteuerungsrecht an Zinseinkünften vorsehen.

- § 50i EStG: Die Vorschrift soll bewirken, dass bestimmte Veräußerungsvorgänge – entgegen DBA-Regelungen – dem unternehmerischen Bereich zugeordnet werden. Hintergrund sind Steuergestaltungen, die von der Finanzverwaltung akzeptiert wurden, weil sie darin irrtümlich nur einen Steuerstundungseffekt sah. Nach einem Urteil des Bundesfinanzhofs drohten hingegen endgültige Steuerausfälle.[7]

### Abkommensstand
Deutschland hat im Laufe vieler Jahre ein umfangreiches Netz an Doppelbesteuerungsabkommen geschaffen. Der jeweils aktuelle Abkommensstand zum Beginn eines jeden Kalenderjahres einschließlich des Standes der aktuellen Abkommensverhandlungen wird vom Bundesfinanzministerium jeweils im Januar veröffentlicht. Im konkreten Anwendungsfall muss zeitpunktbezogen die zeitliche Anwendbarkeit des einschlägigen DBA bzw. allfälliger Änderungsvereinbarungen und ggf. einzelner Bestimmungen des Abkommens ermittelt werden.

## Situation in der Schweiz
Die Schweiz hat 108 Doppelbesteuerungsabkommen abgeschlossen. Wichtig ist auch das mit der EU bestehende Zinsbesteuerungsabkommen.
Die Schweiz hat gegenüber der OECD im Jahre 2003 Zugeständnisse gemacht, um nicht auf eine «schwarze Liste» der Steueroasen gesetzt zu werden. Seither ist die Schweiz bei der Revision der Doppelbesteuerungsabkommen verpflichtet, den OECD-Mitgliedstaaten unter anderem die große Amtshilfe für Holdinggesellschaften im Sinne von Art. 28 Abs. 2 StHG zu gewähren.
12 entsprechende Abkommen sind erforderlich, damit die Schweiz auch von der „grauen Liste“ der OECD über jene Staaten gestrichen wird, die eine Zusammenarbeit in Steuerfragen bislang nur versprochen haben. Im Juli 2009 hatte die Schweiz 12 DBA mit Dänemark, Luxemburg, Norwegen, Frankreich, Mexiko, den USA, Japan, den Niederlanden, Polen, Großbritannien, Österreich und Finnland abgeschlossen oder paraphiert. Am 5. Februar 2015 wurde das neue Doppelbesteuerungsabkommen mit dem Fürstentum Liechtenstein paraphiert.